# Оленёкский залив
Оленёкский залив — залив моря Лаптевых длиной 65 км, шириной 130 км и глубинами до 15 м, расположенный у берегов России к западу от дельты реки Лена. Бо́льшую часть года покрыт льдом. В августе-сентябре полностью очищается от льдов. Воды залива слабосолёные, что позволяет жить в нём пресноводным рыбам, таким как арктический голец.
В залив впадают река Оленёк, образующая дельту площадью более 470 км². Восточный берег залива представляет собой край дельты Лены, в частности в него впадает одна из трех основных проток Оленёкская.
В заливе расположен ряд островов, наиболее крупный остров Джангылах.

## История Исследования
Открыт в 1633—1634 годах отрядом енисейских казаков под руководством Ивана Реброва. Впервые описан и нанесен на карту экспедицией Прончищева в 1735—1736. Экспедиция провела зимовку на берегах залива, на обратном пути в сентябре 1736 года руководитель экспедиции Василий Прончищев и его жена умерли и были похоронены на берегах залива у устья реки Оленёк.

## Навигация

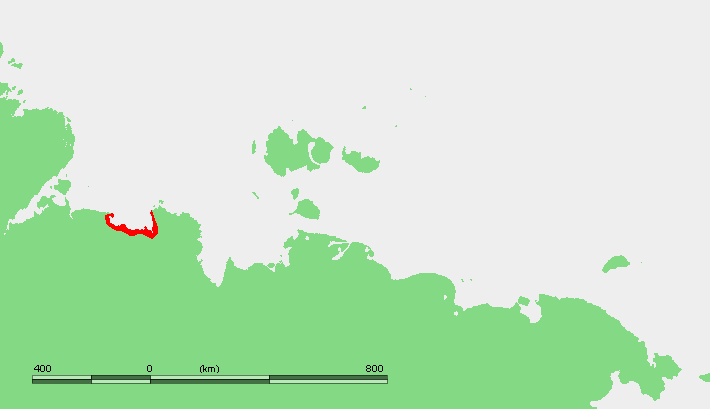

Воды залива относятся к Жиганскому району водных путей Ленского государственного бассейнового управления водных путей и судоходства.
В навигацию 2003 года по протоке Оленёкская, заливу Оленёкский, реке Оленёк проходил 561 км обслуживаемых путей с несветящим оборудованием.